# Hopkins (Missouri)
Hopkins – miasto w Stanach Zjednoczonych, w stanie Missouri, w hrabstwie Nodaway.